# بتسلئيل سموتريش
بتسلإيل سموتريش (بالعبرية: בצלאל יואל סמוטריץ "، ولد 27 فبراير 1980) سياسي ومحامِِ إسرائيلي من أقصى اليميني، شغل منصب وزير المالية من عام 2022 حتى استقالته في عام 2025. وهو زعيم الحزب الديني القومي – الصهيونية الدينية، وهو عضو سابق في الكنيست عن البيت اليهودي ويمينا. وغادر في عام 2023 بعد استقالته بموجب القانون النرويجي.
سموتريتش هو مستوطن في الضفة الغربية المحتلة، ويعيش في مستوطنة كدوميم، وهي مستوطنة غير قانونية بموجب القانون الدولي. كما تم بناء مسكنه بشكل غير قانوني خارج المستوطنة نفسها.
وقد أدت تصريحات سموتريتش، التي غالبًا ما توصف بأنها "عنصرية" و"معادية للمثليين"، إلى العديد من الجدل. وهو مؤيد لتوسيع المستوطنات الإسرائيلية في الضفة الغربية، ويعارض الدولة الفلسطينية، وينكر وجود الشعب الفلسطيني. بصفته وزيرًا يتمتع بصلاحيات في الأراضي الفلسطينية المحتلة، قاد جهودًا إسرائيلية سرية لضم أراضٍ في الضفة الغربية، أولاً كأمر واقع، ثم بقوة القانون.

## نشأته
ولد سموتريتش في مستوطنة "خاسبين Haspin" جنوب الجولان السوري المحتل، لعائلة أوكرانية من غلاة القومية الدينية. وفي مستوطنة "بيت إيل" شمال رام الله نشأ في المدارس التي تجمع بين الديانة اليهودية والفكر الصهيوني.
وفي مستوطنة كدوميم المقامة على أرض نابلس شمال الضفة الغربية، يقيم مع زوجته وأطفاله السبعة بعد أن استولى على أرض فلسطينية خاصة وأقام عليها منزله من دون ترخيص حكومي من الدولة.

## المسيرة السياسية
في 28 يوليو 2025، أعلنت الحكومة الهولندية أنها فرضت حظرًا على دخول بتسلئيل سموتريتش وإيتمار بن جفير لأنهما حرضا المستوطنين مرارًا وتكرارًا ضد السكان الفلسطينيين ودعوا إلى التطهير العرقي في غزة.

## روابط خارجية
- بتسلإيل سموتريش على موقع IMDb (الإنجليزية)